# Mildenau
Mildenau est une commune de Saxe (Allemagne), située dans l'arrondissement des Monts-Métallifères, dans le district de Chemnitz.

## Personnalités liées à la ville
- Julius Weisbach (1806-1871), ingénieur né à Mittelschmiedeberg.
- Andreas Langer (1956-), coureur de combiné nordique né à Mildenau.

## Jumelage
- Ročov (Tchéquie)